# Telosma accedens
Telosma accedens là một loài thực vật có hoa trong họ La bố ma. Loài này được (Blume) Backer miêu tả khoa học đầu tiên năm 1950.